# Sky Ferreira
Sky Ferreira (* 8. července 1992 Los Angeles) je americká zpěvačka, modelka, skladatelka a herečka.

## Brzký život
Sky Ferreira má původ v Brazílii a Portugalsku. V dětství zpívala v kostele gospel. Vyrostla v blízkosti rodinného přítele Michaela Jacksona a jak popisuje v jednom rozhovoru: „Stali jsme se prostě přáteli. Když jsem se narodila, vyrůstala jsem okolo něho. Vždycky jsem ho viděla, trávila jsem s ním prázdniny a tak.“ Ve 13 letech začala chodit na hodiny zpěvu, aby si ho vylepšila. Několik dalších let strávila umisťováním svých vlastních či přezpívaných písní na sociální sítě. Krátce před jejími 15. narozeninami si jí všimli švédští producenti Bloodshy & Avant, jelikož jim poslala skrz sociální síť zprávu. Producenti se s ní rozhodli spolupracovat.
Sky Ferreira je ovlivněná umělci jako Michael Jackson, Elton John, Madonna, John Cale, Britney Spears a Gwen Stefani. V listopadu 2017 vystupovala jako host při třech vystoupeních velšského hudebníka Johna Calea v New Yorku.

## Kariéra
Dne 22. března 2011 vydala Ferreira pod společností Capitol Records své první EP album pojmenované As If!. To obsahuje pět písní: „Sex Rules“, „Traces“, „Haters Anonymous“, „99 Tears“ a „108“. Ke všem písním (kromě „Haters Anonymous“) byla natočena lyric videa a k „Traces“ i hraný videoklip. Píseň „Sex Rules“ se prodává i jako singl. Druhé EP vydala v říjnu 2012 pod názvem Ghost, které opět obsahuje pět písní, včetně například „Red Lips“ a „Everything Is Embarrassing“.
Dne 29. října 2013 vydala své první dlouhohrající album nazvané Night Time, My Time. Jako producenti se na něm podíleli Justin Raisen a Ariel Rechtshaid. Později se rovněž začala věnovat herectví. Roku 2016 například hrála ve filmu Elvis & Nixon a následujícího roku pak v obnoveném seriálu Twin Peaks.
V roce 2016 zpívala v písni „Blue Boredom (Sky's Song)“ z alba Is the Is Are kapely DIIV. Také hostovala v písni „Where the Light Gets In“ z desky Chaosmosis skupiny Primal Scream. Roku 2018 hostovala v písni „Pain Killer“ dánské kapely Iceage. V březnu 2019 vydala první singl ze své připravované druhé desky. Píseň se jmenuje „Downhill Lullaby“. V srpnu téhož roku hostovala v písni „Cross You Out“ anglické zpěvačky Charli XCX.
V květnu 2022 vydala druhý singl ze své připravované druhé desky, píseň „Don't Forget“. V prosinci 2024 vydala novou píseň „Leash“, kterou nahrála pro film Babygirl. Dlouhodobě vedla spory s vydavatelstvím Capitol Records, které odmítalo propagovat její hudbu a financovat vznik dalších nahrávek, ale s nímž byla smluvně vázána. Ze smlouvy se ji podařilo vyvázat až v roce 2023, deset let po vydání první desky.

## Diskografie

### Alba
- Night Time, My Time (2013)
- Masochism (připravované)

### EP
- As If! (2011)
- Ghost (2012)
- Night Time, My Time: B-Sides Part 1 (2013)

## Filmografie

### Filmy
- Putty Hill (2010)
- The Wrong Ferarri (2011)
- The Green Inferno (2013)
- IRL (2013)
- Elvis & Nixon (2016)
- The Trust (2016)
- Baby Driver (2017)
- Curious Females (2017)
- Americká žena (2018)
- Vládci chaosu (2018)
- Alone at Night (2022)
- Ještěr (2023)

### Seriály
- Městečko Twin Peaks (1 epizoda; 2017)
- The Twilight Zone (1 epizoda; 2020)